# Ölhafenbahn
| |                      |                                         |                                         |
| |                      |                                         |                                         |
| Streckennummer: | 190 01               |                                         |                                         |
| Streckenlänge: | 5,014 km             |                                         |                                         |
| Spurweite: | 1435 mm (Normalspur) |                                         |                                         |
| Maximale Neigung: | 5,8 ‰                |                                         |                                         |
| Streckengeschwindigkeit: | 50 km/h              |                                         |                                         |
| |                      |                                         |                                         |
| \| \| \| von Laa an der Thaya \| \| \| \| 10,552 \| Wien Stadlau Frachtenbahnhof \| Wien Stadlau Frachtenbahnhof \| \| \| \| Ölhafenbahn (alte Trassierung) \| \| \| \| 9,9820,000 \| \| \| \| \| \| \| \| \| \| 8,588 \| Wien Lobau (bis 13. Mai 2014) \| Wien Lobau (bis 13. Mai 2014) \| \| \| \| nach Wien Hauptbahnhof \| \| \| \| \| Ölhafenbahn (alte Trassierung) \| \| \| \| 3,278 \| AB (Awanst) Dampfkraftwerk Donaustadt \| AB (Awanst) Dampfkraftwerk Donaustadt \| \| \| 4,444 \| Wien Lobau Hafen \| Wien Lobau Hafen \| \| \| 5,6750,000 \| \| \| \| \| \| Bahn zum Bau des Donau-Oder-Kanals \| \| \| \| 6,617 \| AB (Awanst) Shell \| AB (Awanst) Shell \| \| \| 0,375 \| AB (Awanst) OMV Zentraltanklager \| AB (Awanst) OMV Zentraltanklager \| \| \| 2,674 \| AB (Awanst) OMV \| AB (Awanst) OMV \| \| \| 2,785 \| AB (Awanst) BioDiesel Vienna Ges.m.b.H. \| AB (Awanst) BioDiesel Vienna Ges.m.b.H. \| \| \| 2,833 \| AB (Awanst) Erdöl Tanklager G.m.b.H. \| AB (Awanst) Erdöl Tanklager G.m.b.H. \| \| \| 3,0850,000 \| AB (Awanst) SLC Stahl Logistik Center \| AB (Awanst) SLC Stahl Logistik Center \| \| \| 0,480 \| Gleisende \| Gleisende \| |                      |                                         |                                         |
| Strecke |                      | von Laa an der Thaya                    | von Laa an der Thaya                    |
| Dienststation / Betriebs- oder Güterbahnhof | 10,552               | Wien Stadlau Frachtenbahnhof            | Wien Stadlau Frachtenbahnhof            |
| |                      | Ölhafenbahn (alte Trassierung)          |                                         |
| Strecke | 9,9820,000           |                                         |                                         |
| Strecke nach links · Kreuzung geradeaus oben · Strecke von rechts |                      |                                         |                                         |
| Strecke · Haltepunkt / Haltestelle Streckenende | 8,588                | Wien Lobau (bis 13. Mai 2014)           | Wien Lobau (bis 13. Mai 2014)           |
| Strecke quer · Strecke |                      | nach Wien Hauptbahnhof                  | nach Wien Hauptbahnhof                  |
| |                      | Ölhafenbahn (alte Trassierung)          |                                         |
| Abzweig geradeaus und von links | 3,278                | AB (Awanst) Dampfkraftwerk Donaustadt   | AB (Awanst) Dampfkraftwerk Donaustadt   |
| Dienststation / Betriebs- oder Güterbahnhof | 4,444                | Wien Lobau Hafen                        | Wien Lobau Hafen                        |
| | 5,6750,000           |                                         |                                         |
| Strecke · Abzweig geradeaus und nach links |                      | Bahn zum Bau des Donau-Oder-Kanals      | Bahn zum Bau des Donau-Oder-Kanals      |
| Strecke nach links | 6,617                | AB (Awanst) Shell                       | AB (Awanst) Shell                       |
| Abzweig geradeaus und nach links | 0,375                | AB (Awanst) OMV Zentraltanklager        | AB (Awanst) OMV Zentraltanklager        |
| Abzweig geradeaus und von links | 2,674                | AB (Awanst) OMV                         | AB (Awanst) OMV                         |
| Abzweig geradeaus und nach links | 2,785                | AB (Awanst) BioDiesel Vienna Ges.m.b.H. | AB (Awanst) BioDiesel Vienna Ges.m.b.H. |
| Abzweig geradeaus und nach links | 2,833                | AB (Awanst) Erdöl Tanklager G.m.b.H.    | AB (Awanst) Erdöl Tanklager G.m.b.H.    |
| Abzweig geradeaus und nach links | 3,0850,000           | AB (Awanst) SLC Stahl Logistik Center   | AB (Awanst) SLC Stahl Logistik Center   |
| | 0,480                | Gleisende                               | Gleisende                               |

Die Ölhafenbahn bzw. Wiener Ölbahn oder Lobaubahn ist eine österreichische Eisenbahnstrecke in Wien, die den Bahnhof Wien Stadlau mit dem Ölhafen Lobau verbindet. Die ausschließlich für den Güterverkehr genutzte Strecke mit der Nummer 190 01 hat eine Länge von 5,0 Kilometern und eine Normalspurweite von 1435 mm.
Im Anschluss an den Bahnhof Lobau Hafen beginnt die Werksbahn ins Zentraltanklager. Sie umfasst 42 Weichen und 37 Gleise mit einer Gesamtlänge von rund 13,2 Kilometer. Die Bereitstellung der Wagen an den Abfüllstationen erfolgt mit insgesamt vier Seilspillanlagen.

## Alte Trasse
Die ursprüngliche Trasse der Bahnstrecke, welche am 6. Oktober 1941 eröffnet wurde, zweigte am südlichen Ende des Bhf. Stadlau nach der Viehtriebbrücke (heutige Brücke über die Neuhaufenstraße) rechts ab, führte mittels einer steilen Rampe (16 Promille Gefälle) über den alten Stadlauer Sportplatz und unterquerte in einem engen Linksbogen (r = 180 m) die Mühlwasserbrücke der Ostbahn. Anschließend verlief die Trasse ein kurzes Stück entlang des Unteren Mühlwassers und anschließend nach einem Rechtsbogen durch den Bereich des „KGV Fischerwiese“ weiter bis zum heutigen Streckenverlauf an der Raffineriestraße. Der Grund für diese Trassenführung lag damals beim schlechten Zustand der Mühlwasserbrücke, bei der es auch nicht möglich war, ein drittes Gleis zu verlegen.

## Neue Trasse
Aufgrund von massiven Anrainerbeschwerden kam es im Jahr 1987 zu einer Neutrassierung – bereits im Vorjahr begannen die Dammschüttungen. Im April 1987 starteten die Oberbauarbeiten durch die Firma „Schmidt & Metzger“ und bereits am 30. Mai 1987 erfolgte die Gleisverschwenkung nahe dem Schilloch.
Die neue Strecke ist mit 1,527 Kilometern ist um 534 Meter kürzer als die alte Strecke. Sie zweigt beim bestehenden Gleis 3a am Bahnhof Stadlau ab und verläuft über die Mühlwasserbrücke und das Kleehäufel hinab zur Raffineriestraße um danach nach der Unterquerung der Ostbahn bei der Haltestelle Lobau auf den bisherigen Streckenverlauf zu treffen. Die Bogenradien konnten von 180 Metern auf 350 Meter erweitert werden, außerdem beträgt die maximale Steigung nur noch 5,2 Promille anstatt wie bisher 16. Weiters konnte die Anhängelast der Kesselwagenzüge auf 1400 Tonnen angehoben werden.
Letztmals verkehrte an diesem Tag der Zug 80470 vom Bahnhof Lobau zum Bahnhof Stadlau (Ankunft um 05:25 Uhr) über das alte Gleis. Am 1. Juni 1987 war der Zug 80469 mit der Planabfahrt um 06:30 Uhr in Stadlau der erste Zug, welcher die neue Strecke befuhr.

## Bedeutung
Im Dezember 1939 erfolgte der erste Spatenstich zum Bau des Donau-Oder-Kanals. Zeitgleich wurde in der Lobau an einer Biegung der Donau mit der Errichtung des Ölhafens Lobau, der Raffinerie Lobau und eines Großtanklagers der WiFo begonnen. Die Verarbeitung des aus dem Wiener Becken stammenden Erdöls, das über eine Pipeline aus dem rund 50 km entfernten Zistersdorf zur Raffinerie Lobau kam, begann im Juni 1941. Daneben wurde im Ölhafen Lobau das gesamte über die Donau verschiffte Erdöl aus Rumänien umgeschlagen. Der Weitertransport erfolgte ausschließlich über die zu diesem Zweck angelegte Ölhafenbahn, die das Öl (und später auch Kohle) zum zehn Kilometer entfernten Knotenpunkt Wien Stadlau transportierte.
Seit Mitte der 1980er Jahre erfolgt der Transport des im Ölhafen Lobau gelagerten Öls über Pipelines, sodass der ursprüngliche Zweck der Bahnstrecke entfallen ist.

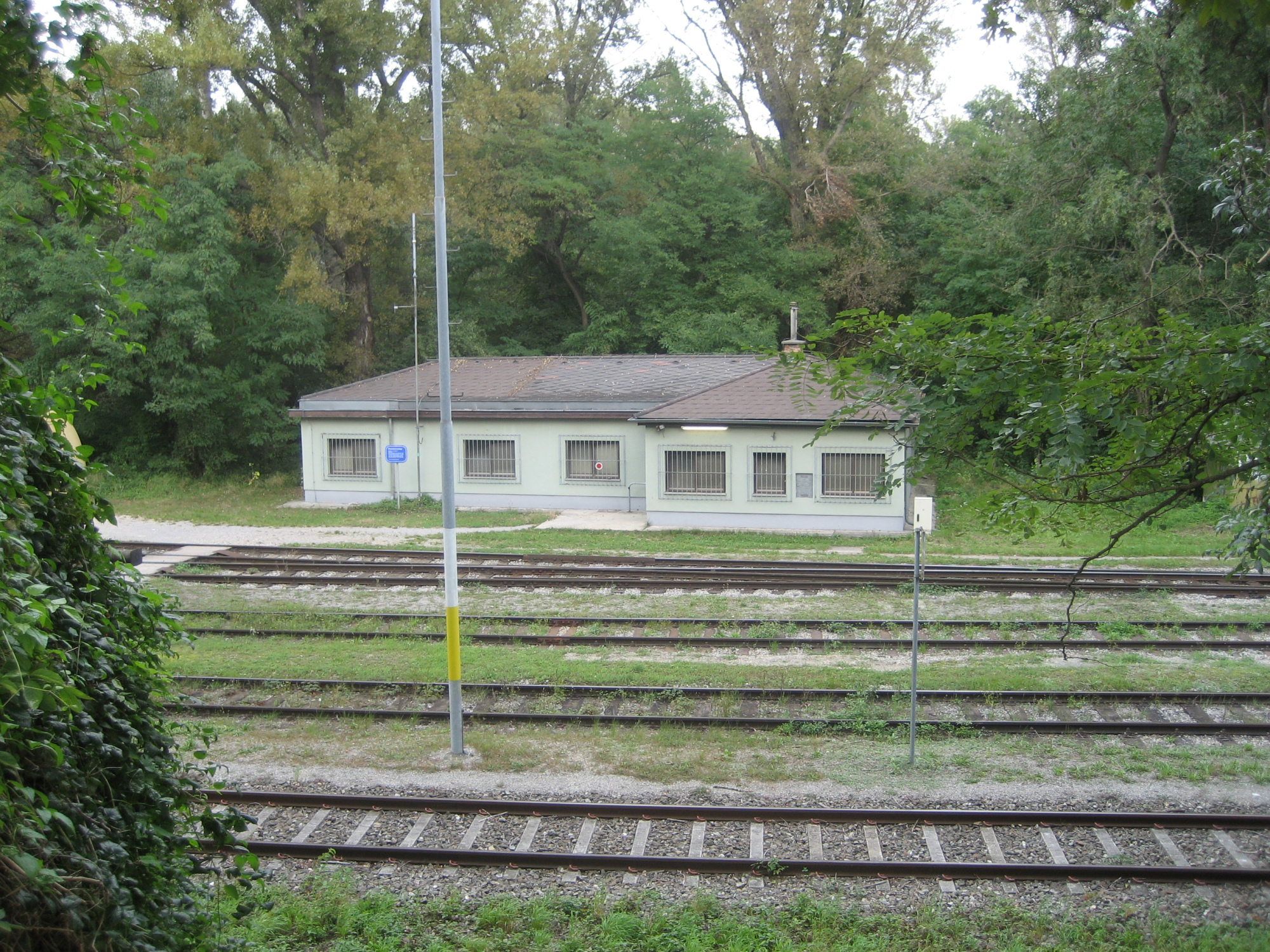
Aufnahmegebäude des Bhf. Wien Lobau Hafen
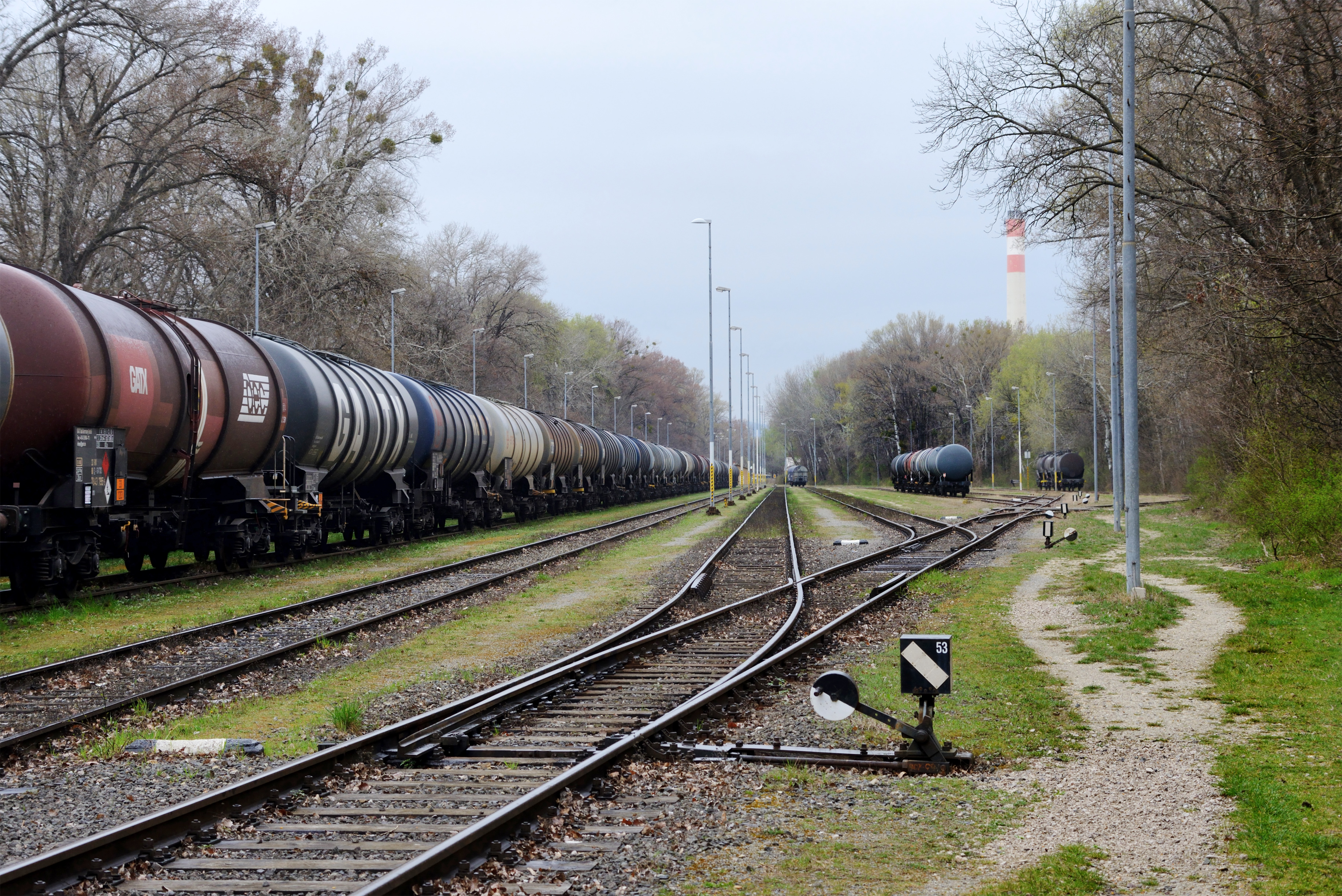
Bahnhof Wien Lobau Hafen
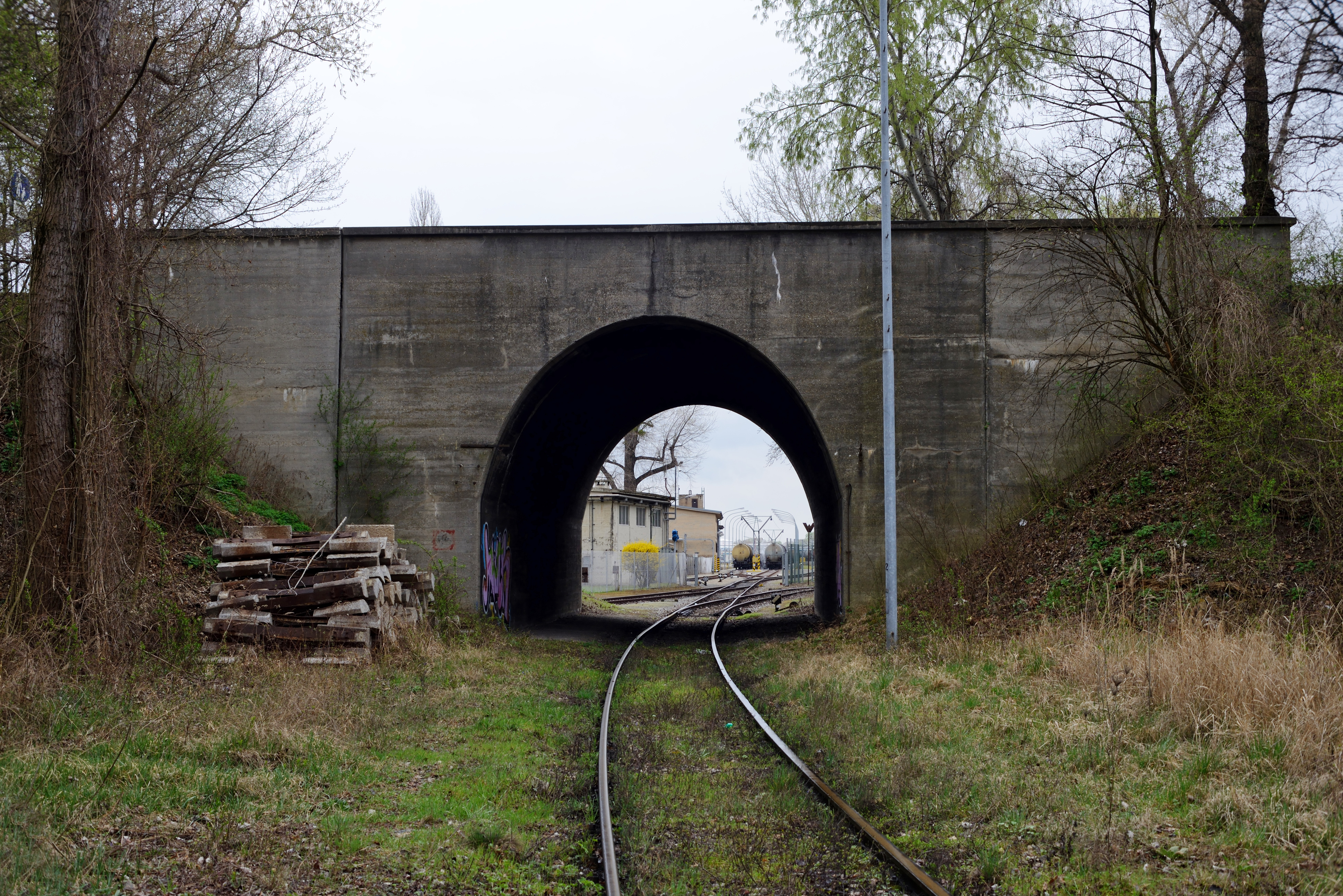
Unterführung Lobgrundstraße
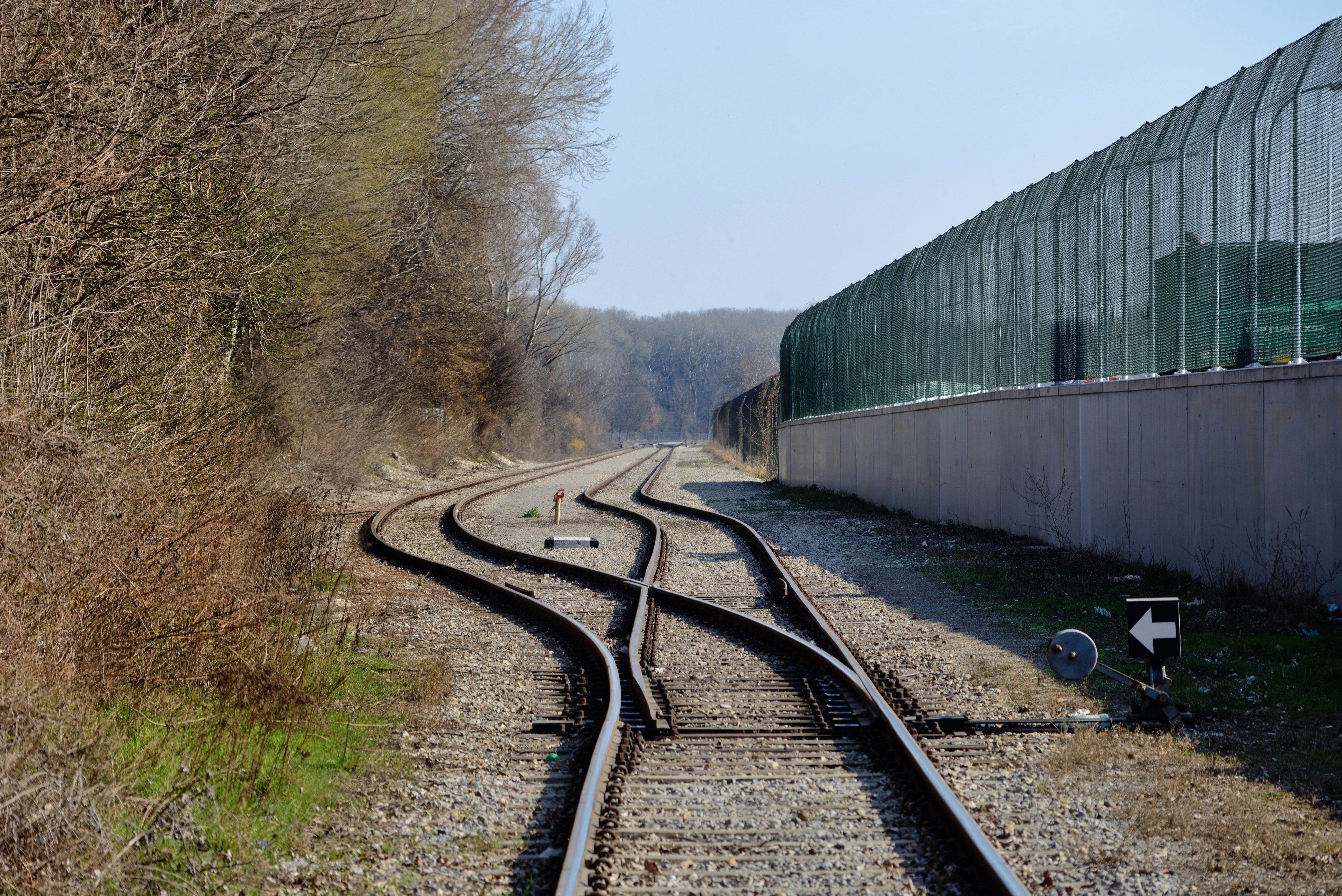
Anschlussbahn Fa. Shell
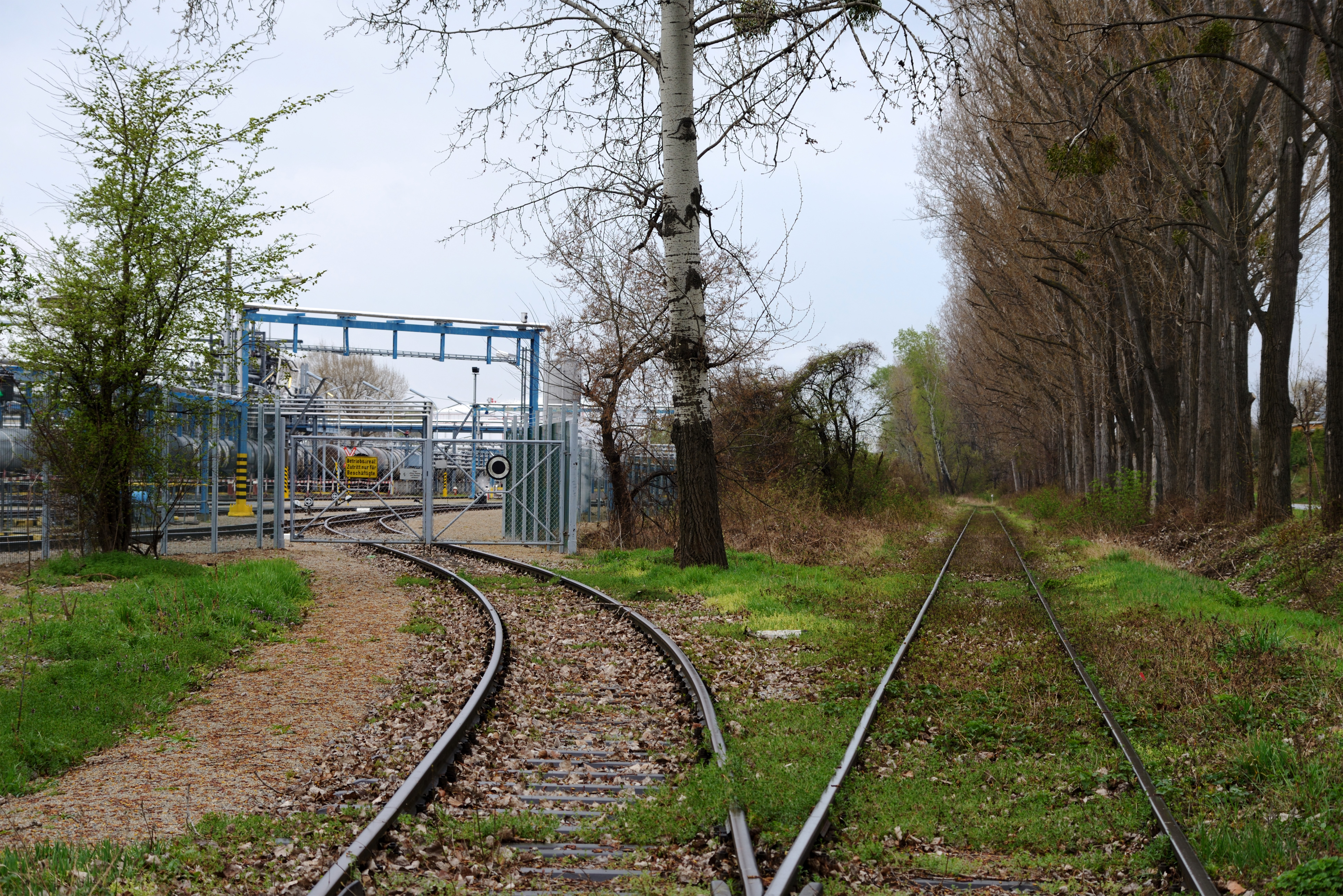
Anschlussbahn OMV
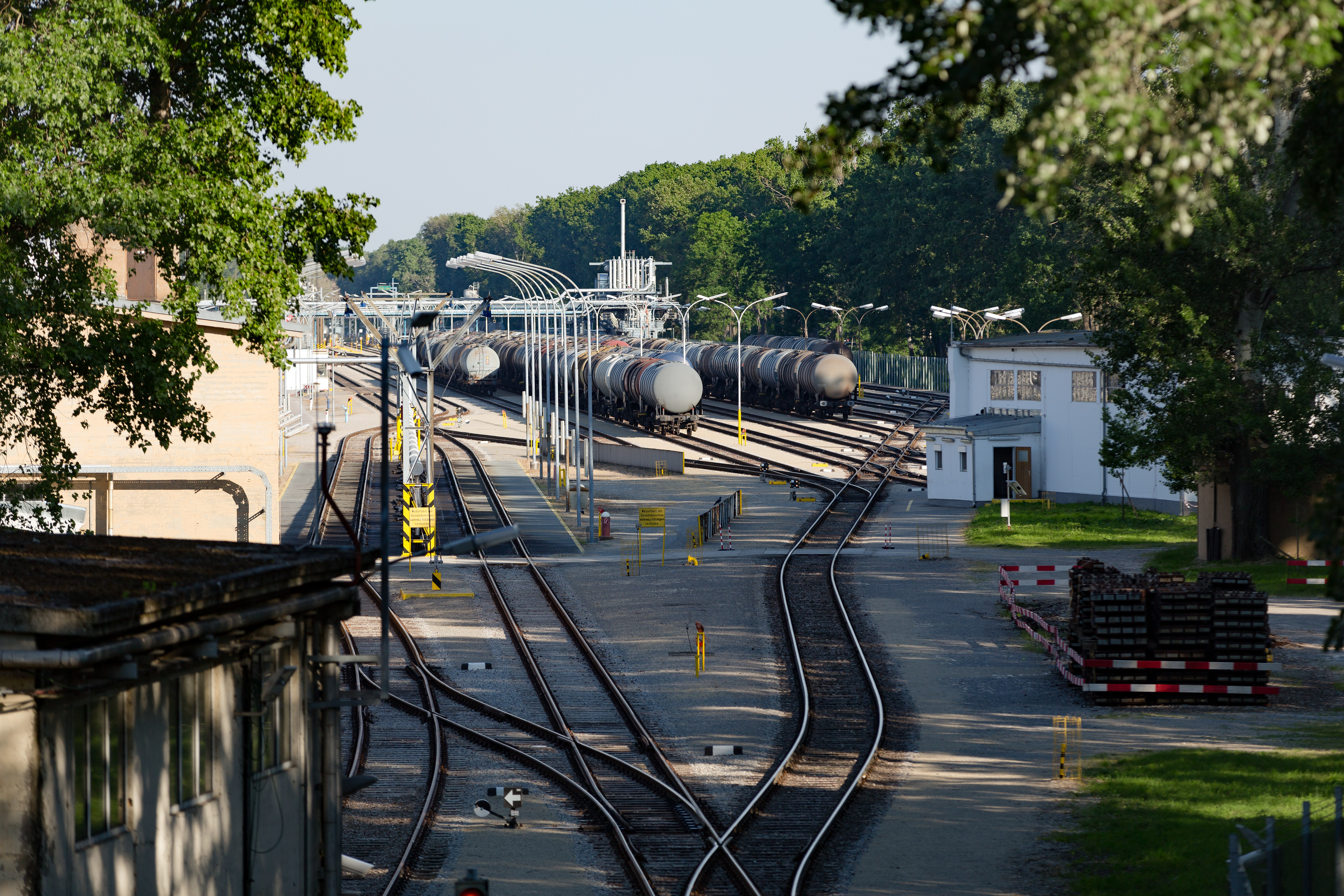
Anschluss im Zentraltanklager Lobau